# Hopea bilitonensis
Hopea bilitonensis är en tvåhjärtbladig växtart som beskrevs av Peter Shaw Ashton. Hopea bilitonensis ingår i släktet Hopea och familjen Dipterocarpaceae. Inga underarter finns listade i Catalogue of Life.